# Dicranum torfaceum
Dicranum torfaceum là một loài rêu trong họ Dicranaceae. Loài này được Bruch & Schimp. Müll. Hal. mô tả khoa học đầu tiên năm 1848.